# Platypalpus zetterstedti
Platypalpus zetterstedti är en tvåvingeart som beskrevs av Chvala 1971. Platypalpus zetterstedti ingår i släktet Platypalpus och familjen puckeldansflugor. Arten är reproducerande i Sverige. Inga underarter finns listade i Catalogue of Life.